# Galerie Giorgio Franchetti
Pour les articles homonymes, voir Franchetti.
La Galerie Giorgio Franchetti est un centre d'exposition d'art situé à Venise, dans la Ca' d'Oro, au bord du Grand Canal.
Elle regroupe des sculptures, céramiques, meubles et peintures d'école toscane, flamande et vénitienne, des œuvres de Mantegna, Giorgione et Titien provenant du Fontego dei Tedeschi.

## Histoire
Le palais gothique appelé la Ca' d'Oro, construit entre 1422 et 1440, est acheté en 1894 par le baron Giorgio Franchetti, qui le lègue à l'État italien en 1916, avec l'ensemble des collections conservées à l'intérieur.
Le palais est ouvert au public en 1927, avec l'ajout d'objets d'art provenant d'édifices religieux supprimés pendant l'occupation napoléonienne et par l'apport d'œuvres des dépôts des Gallerie dell'Accademia.

## Collections
Parmi les œuvres exposées se trouvent :
Sculptures et bronzes
- Tullio Lombardo,
- Andrea Briosco,
- Jacopo Bonacolosi dit « l'Antico »,
- Vittore Gambello,
- Girolamo Campagna,
- Alessandro Vittoria,
- Gian Lorenzo Bernini,

Peintures de l'école vénitienne
- Saint Sébastien d'Andrea Mantegna,

Œuvres de
- Luca Signorelli
- Michele Giambono,
- Alvise Vivarini,
- Carpaccio,
- Francesco Botticini,
- Tintoret,
- Titien,
- Pâris Bordone,
- Francesco Guardi,
- Antoine Van Dyck,
- Jan Van Eyck,
- Adam Elsheimer,
- Jan Fyt,

Étendards de manufactures flamandes et bruxelloises du XVIe siècle,
Fresques détachées, meubles, médailles et céramiques provenant d'Italie centrale.
Le palais Duodo, adjacent, conserve une collection de pièces de céramique retrouvées dans la lagune vénitienne, classées par typologie et consultables par les chercheurs.

### Galerie

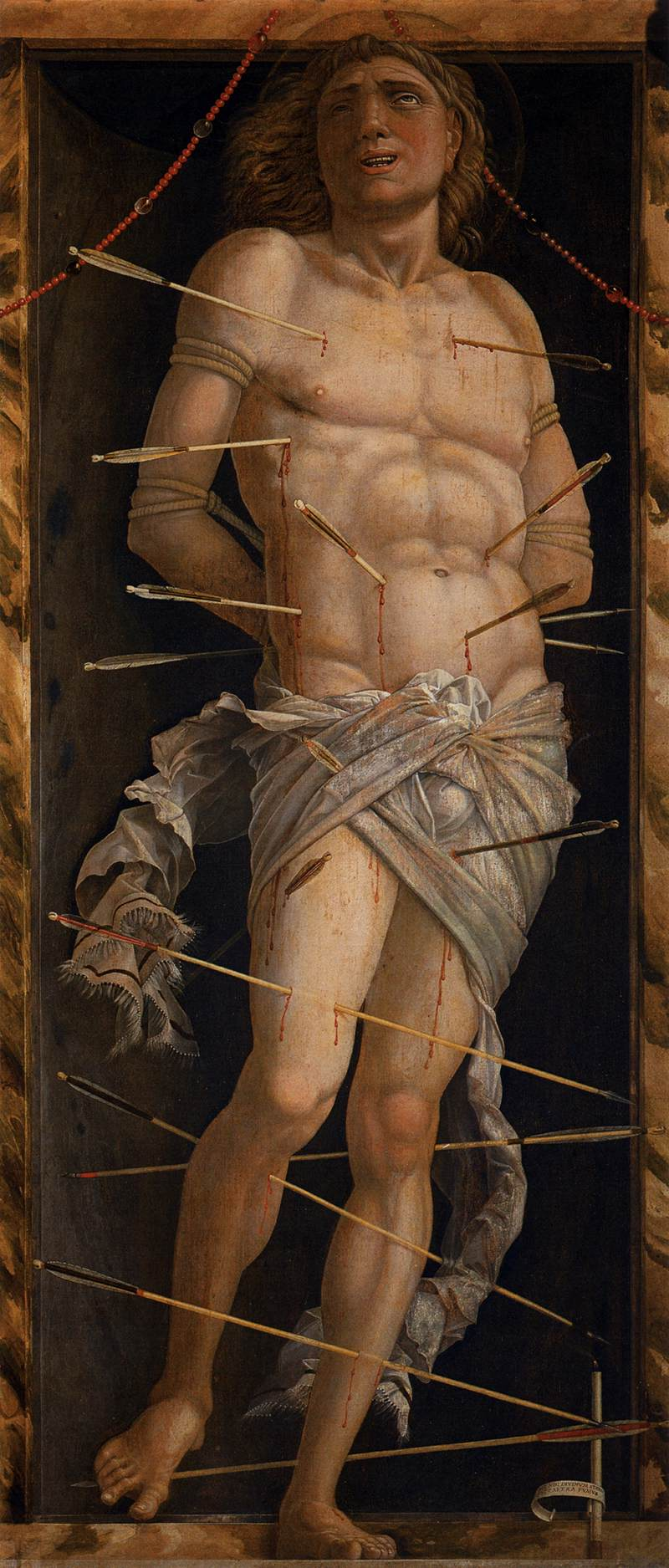
Saint Sébastien par Andrea Mantegna
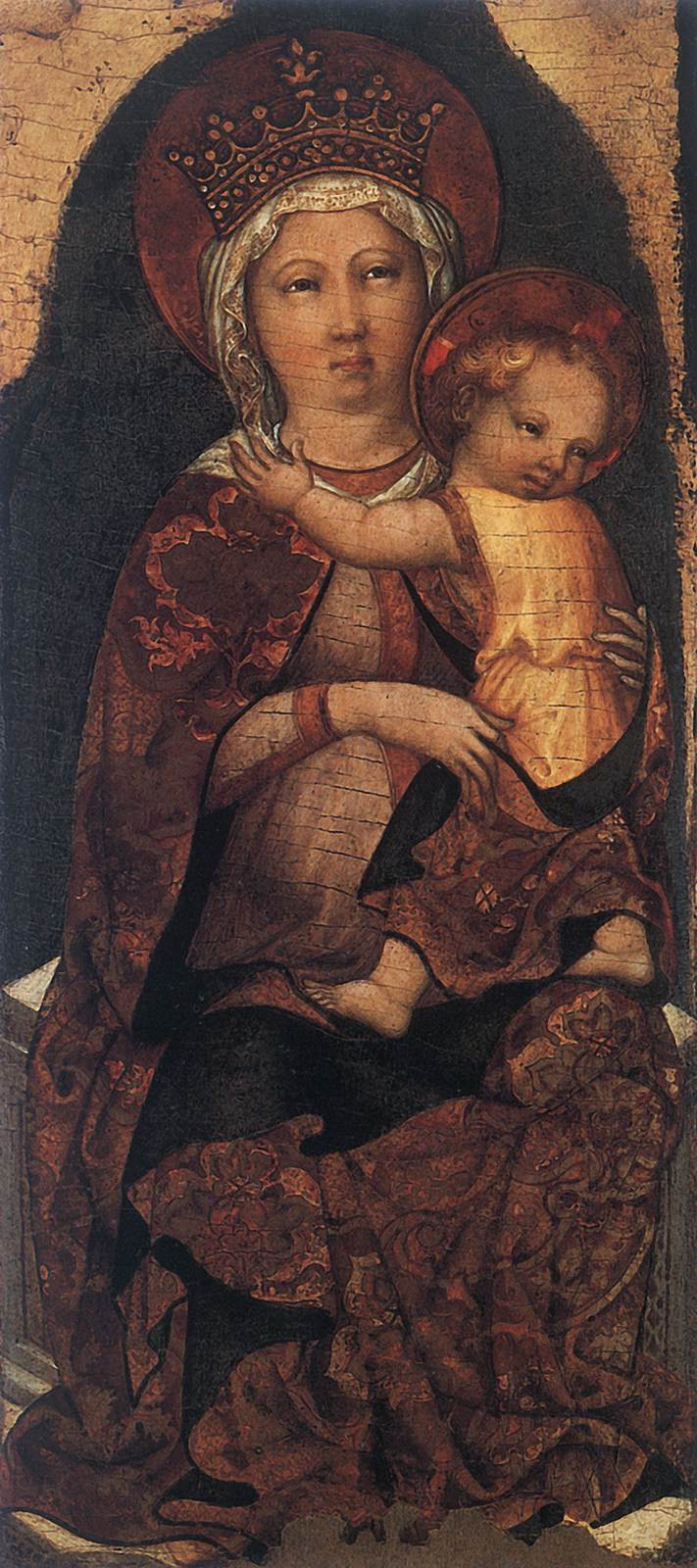
Vierge à l'Enfant par Michele Giambono
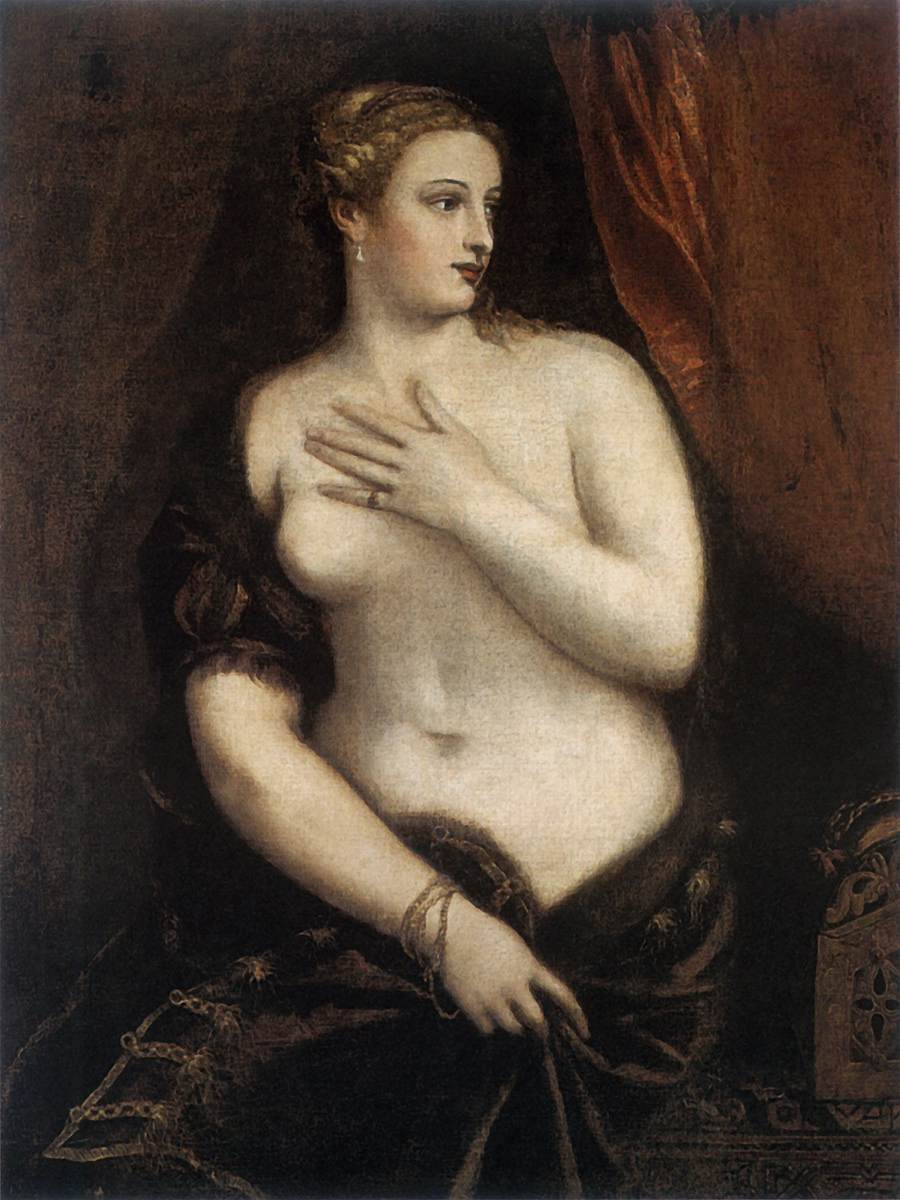
Vénus au miroir par Le Titien
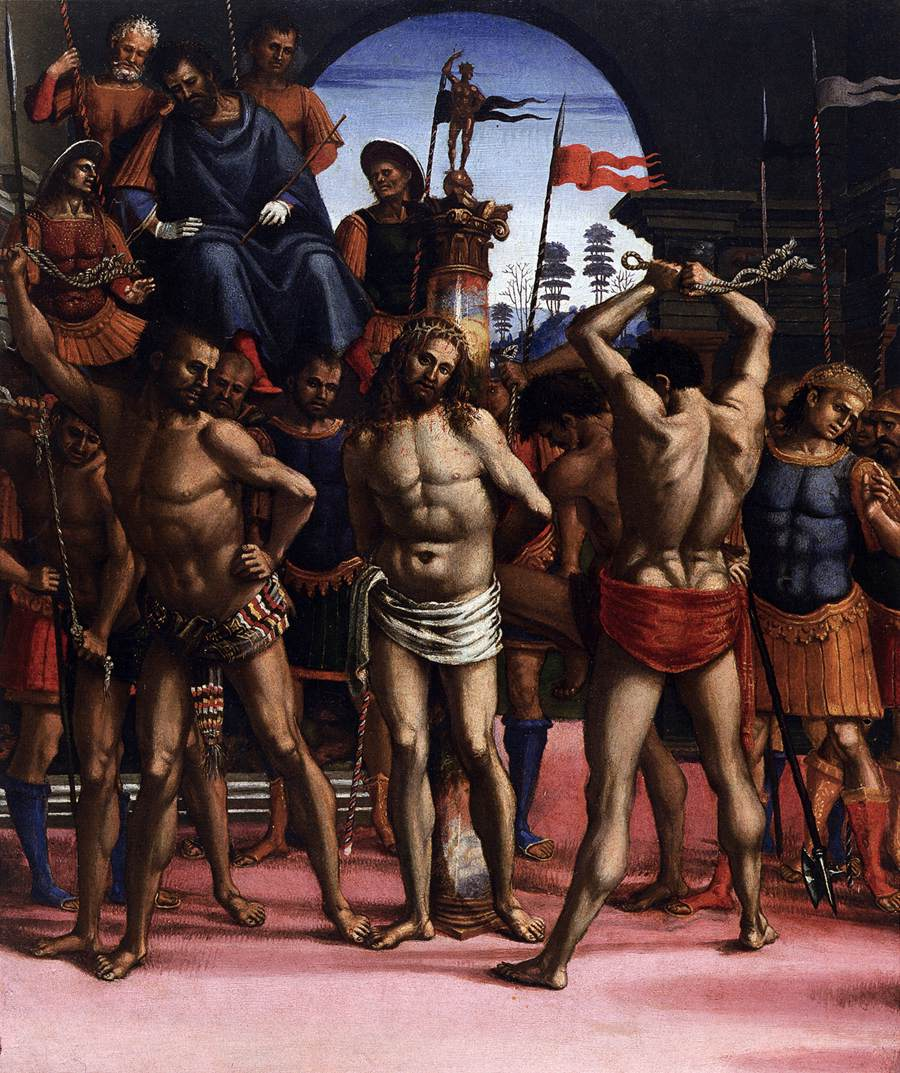
Flagellation par Luca Signorelli